# Audre erostratus
Audre erostratus är en fjärilsart som beskrevs av John Obadiah Westwood 1851. Audre erostratus ingår i släktet Audre och familjen Riodinidae. Inga underarter finns listade i Catalogue of Life.